# Echo Gmin
Echo Gmin – polski tygodnik społeczno-polityczny wydawany przez Wydawnictwo „Domena”. Rozpowszechniany w Kędzierzynie-Koźlu, powiecie kędzierzyńsko-kozielskim oraz głubczyckim. Pierwszy numer „Echa Gmin” ukazał się w roku 1997, ostatnie wydanie w styczniu 2009 roku. Przez jedenaście lat istnienia tytułu wydano 574 numery tygodnika. 
Czasopismo w swojej historii miało dwóch redaktorów naczelnych: Edwarda Pochronia (1997–1998) oraz Zygmunta Mierzwińskiego, który kierował tygodnikiem od roku 1998 do 2009.